# Lijst van gemeentelijke monumenten in Geldermalsen
De plaats Geldermalsen, onderdeel van de gemeente West Betuwe, kent 27 gemeentelijke monumenten; hieronder een overzicht.
| Object                                           | Bouwjaar        | Architect      | Locatie                  | Coördinaten                   | Nr.        | Afbeelding                                       |
| ------------------------------------------------ | --------------- | -------------- | ------------------------ | ----------------------------- | ---------- | ------------------------------------------------ |
| Woonhuis met Neoclassicisme invloeden            | circa 1890      |                | D.J. van Wijkstraat 8    | 51° 52' 58" NB, 5° 17' 45" OL | 1960/WNG86 | Woonhuis met Neoclassicisme invloeden            |
| Begraafplaats                                    | 1827            |                | D.J. van Wijkstraat zn   | 51° 52' 56" NB, 5° 17' 41" OL | 1960/WNG87 | Begraafplaats                                    |
| Winkel-Woonhuis                                  | 1875-1900       |                | Geldersestraat 32        | 51° 52' 58" NB, 5° 17' 30" OL | 1960/WNG88 | Upload foto                                      |
| Woonhuis De Gentel                               | 1912            | L de Vries     | Genteldijk 16            | 51° 52' 59" NB, 5° 16' 26" OL | 1960/WNG89 | Woonhuis De Gentel                               |
| Woonhuis met Jugendstil Invloeden, chaletststijl | circa 1910      |                | Genteldijk 20            | 51° 52' 59" NB, 5° 16' 23" OL | 1960/WNG90 | Woonhuis met Jugendstil Invloeden, chaletststijl |
| Woonhuis                                         | 1900-1920       |                | Genteldijk 26            | 51° 52' 58" NB, 5° 16' 22" OL | 1960/WNG91 | Woonhuis                                         |
| Woonhuis                                         | 1850-1875       |                | Herman Kuijkstraat 1     | 51° 52' 56" NB, 5° 17' 8" OL  | 1960/WNG92 | Woonhuis                                         |
| Woonhuis                                         | circa 1915      |                | Herman Kuijkstraat 25    | 51° 52' 56" NB, 5° 17' 26" OL | 1960/WNG93 | Woonhuis                                         |
| Onderwijzerswoning                               | 1875-1900       |                | Herman Kuijkstraat 59    | 51° 52' 56" NB, 5° 17' 36" OL | 1960/WNG94 | Onderwijzerswoning                               |
| Boerderij                                        | 1875-1900       |                | Herman Kuijkstraat 72    | 51° 52' 57" NB, 5° 17' 32" OL | 1960/WNG95 | Boerderij                                        |
| Woonhuis                                         | circa 1930      |                | Kerkstraat 1             | 51° 52' 59" NB, 5° 17' 6" OL  | 1960/WNG96 | Woonhuis                                         |
| Woonhuis                                         | 1875-1900       |                | Kerkstraat 30            | 51° 52' 60" NB, 5° 17' 12" OL | 1960/WNG97 | Woonhuis                                         |
| Voormalig gemeentehuis                           | circa 1900      |                | Kerkstraat 37-39         | 51° 52' 59" NB, 5° 17' 16" OL | 1960/WNG98 | Voormalig gemeentehuis                           |
| Woonhuis                                         | 1924            | H.F. Mertens   | Koppelsedijk 4           | 51° 53' 3" NB, 5° 16' 49" OL  | 1960/WNG99 | Woonhuis                                         |
| Boerderij                                        | 1875-1900       |                | Laageinde 1              | 51° 52' 54" NB, 5° 16' 43" OL | 1960/WN100 | Boerderij                                        |
| Beurs met Eclecticisme invloeden                 | 1888            |                | Marktplein 14-16         | 51° 53' 1" NB, 5° 17' 19" OL  | 1960/WN101 | Beurs met Eclecticisme invloeden                 |
| Boerderij                                        | 1700-1800       |                | Meersteeg 5b             | 51° 52' 15" NB, 5° 18' 23" OL | 1960/WN102 | Boerderij                                        |
| Baarhuis                                         | 1920-1940       |                | Meersteeg bij 8a         | 51° 52' 16" NB, 5° 18' 11" OL | 1960/WN103 | Baarhuis                                         |
| Hekwerk                                          | 1900-1920       |                | Meersteeg bij 8a         | 51° 52' 16" NB, 5° 18' 11" OL | 1960/WN104 | Hekwerk                                          |
| Kantongerecht met Eclecticisme invloeden         | 1882-'83        | J.F. Metzelaar | Rijksstraatweg 2-4       | 51° 53' 1" NB, 5° 17' 23" OL  | 1960/WN106 | Kantongerecht met Eclecticisme invloeden         |
| Woonhuis                                         | 1920-1940       |                | Rijksstraatweg 21        | 51° 52' 55" NB, 5° 17' 21" OL | 1960/WN105 | Woonhuis                                         |
| Woonhuis                                         | 1920-1940       |                | Rijksstraatweg 32        | 51° 52' 56" NB, 5° 17' 24" OL | 1960/WN107 | Woonhuis                                         |
| Boerderij De Terp                                | 1875-1900       |                | Stationsweg 2            | 51° 52' 55" NB, 5° 16' 40" OL | 1960/WN109 | Boerderij De Terp                                |
| Woonhuis                                         | circa 1915-1920 |                | Stationsweg 28           | 51° 53' 3" NB, 5° 16' 36" OL  | 1960/WN108 | Woonhuis                                         |
| Voormalige halteplaats van de postkoets          | circa 1870      |                | Trichtse Voetpad 1-3     | 51° 52' 55" NB, 5° 18' 0" OL  | 1960/WN110 | Voormalige halteplaats van de postkoets          |
| Boerderij;Woonhuis                               | circa 1900      |                | Van Dam van Isseltweg 12 | 51° 52' 55" NB, 5° 16' 47" OL | 1960/WN112 | Boerderij;Woonhuis                               |
| Gereformeerde kerk                               | 1897            |                | Zaaiwaardweg 9           | 51° 53' 2" NB, 5° 17' 29" OL  | 1960/WN192 | Gereformeerde kerk                               |